# 移腰

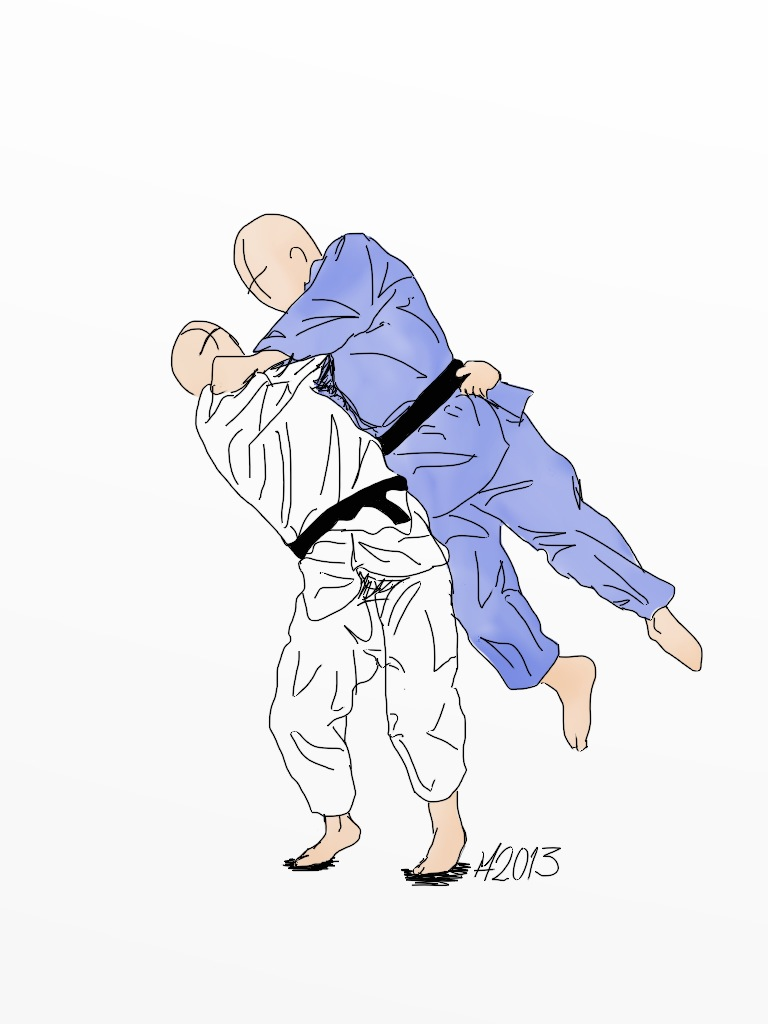
移腰のイラスト

移腰（うつりごし）は、柔道の投技の腰技10本の一つ。講道館や国際柔道連盟 (IJF) での正式名。IJF略号UTS。

## 概要
腰技の返し技で後の先の技の一種である。主に、釣込腰や払腰、跳腰といった相手に背を向けて投げる技（腰技）に対して使われる。
お互いが右組である場合、相手（受）がこれらの技を仕掛けてきた時、自分（取）は相手の技を右にかわしながら膝を曲げながら左手で帯をつかむ。その後、膝を伸ばしながら、腹を突き出すようにして相手を釣り上げて（抱き上げて）体を入れ替える形で、左の腰に相手を乗せ支点として前方に投げる。このとき相手を抱え上げず（釣り上げず）に体を入れ替え、腰に乗せて投げた場合は大腰となる。
相撲の櫓投げで投げると移腰に分類されることもある。